# Сен-Дени — Юниверсите (станция метро)
Сен-Дени — Юниверсите (фр. Saint-Denis - Université) — конечная станция северо-восточной ветви линии 13 Парижского метрополитена, расположенная на северной окраине города Сен-Дени, рядом с университетом Париж VIII, от которого и получила название. Также рядом со станцией располагается Национальный архив Франции, однако территориально он относится к соседней с Сен-Дени коммуне Пьерфит-сюр-Сен.
Самая северная станция Парижского метрополитена (не RER).

## История
- Станция открылась 25 мая 1998 года при продлении северо-восточной ветви линии 13 на один перегон от станции Базилик-де-Сен-Дени.
- Пассажиропоток по станции по входу в 2011 году, по данным RATP, составил 5 365 746 человек[2]. В 2013 году этот показатель незначительно снизился и составил 5 357 667 пассажиров (73 место по уровню входного пассажиропотока в Парижском метро)[3].

## Конструкция и путевое развитие
Станция построена по типовому парижскому проекту 1970-1980-х годов (однопролётная станция мелкого заложения с боковыми платформами). В 2012 году станция были установлены автоматические платформенные ворота. За станцией располагаются пошёрстный съезд и двухпутный тупик, один из путей которого используется для оборота поездов.

## Перспективы
В 2008 году было утверждено продление линии 13 в направлении Стенс - Ля Серизе, однако 25 октября 2012 года данные планы были исключены из стратегии развития метро до 2030 года.

## Галерея

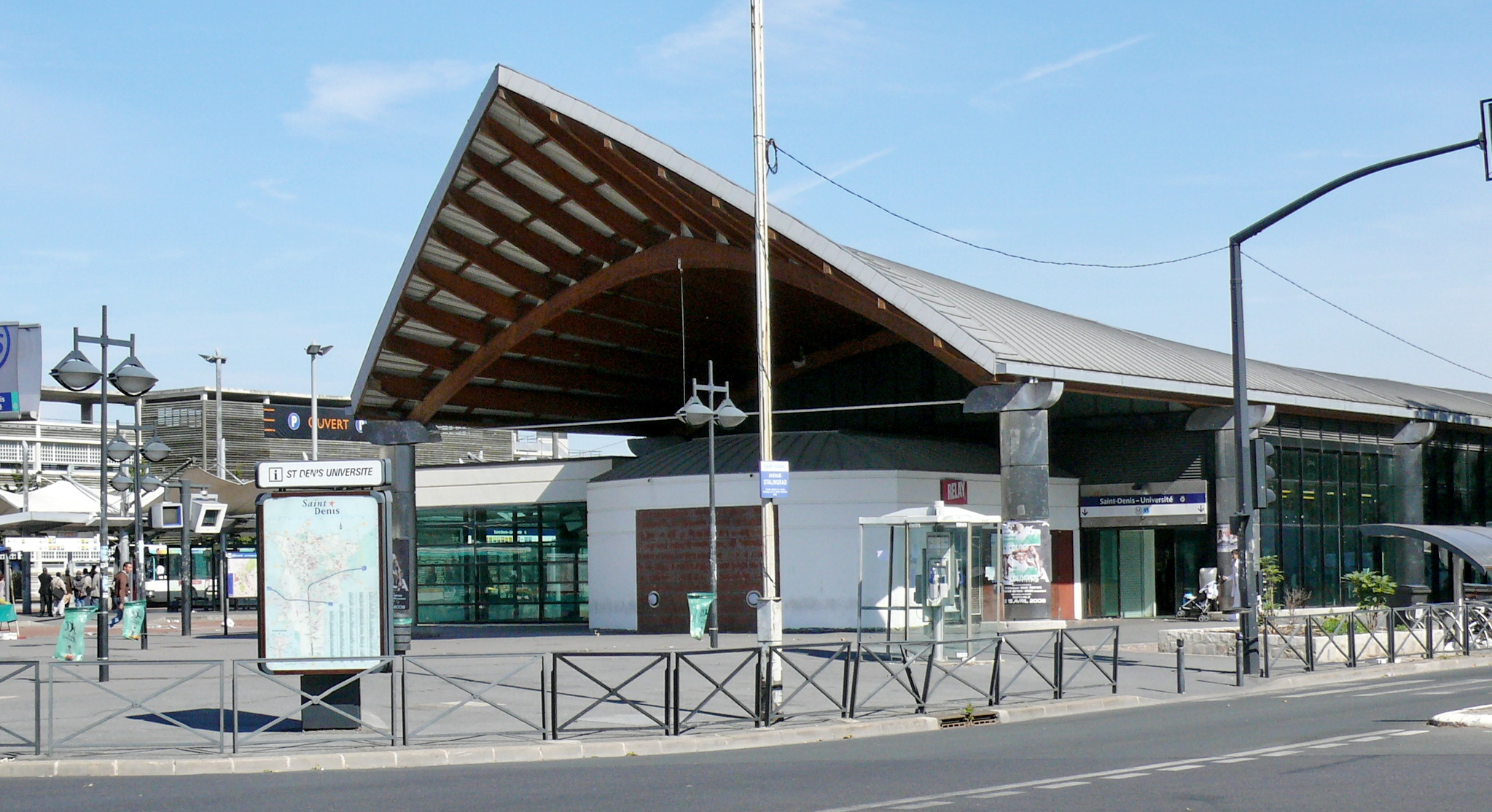
Наземный вестибюль
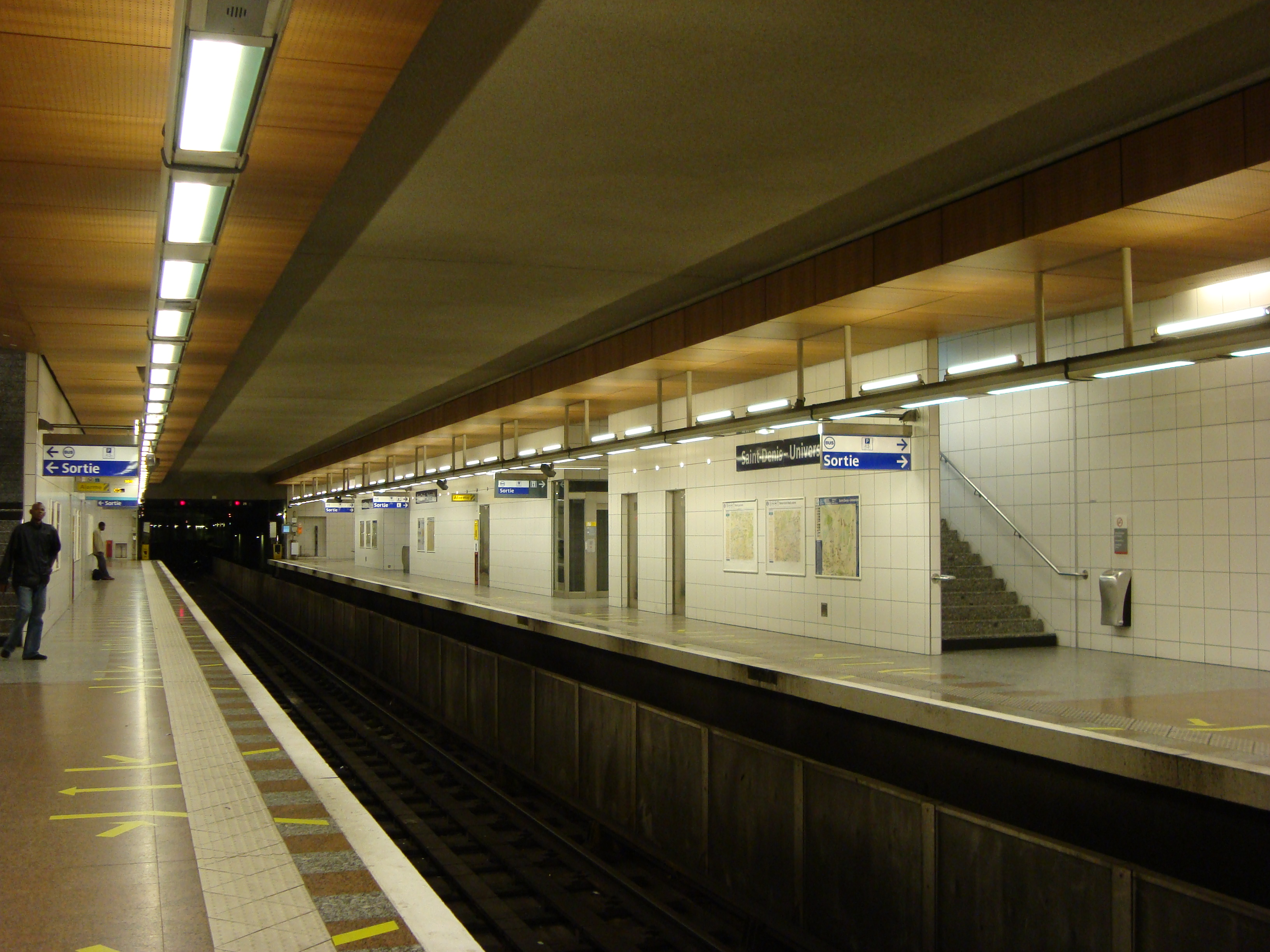
Зал станции (вид в сторону оборотного тупика)